# عضبة
عَضَبَة أو عشبة البِيْكَار (الاسم العلمي: Silphium)، جنس نباتات من أمريكا الشمالية تتبع قبيلة قرينات دوار الشمس ضمن فصيلة النجمية.
أعضاء الجنس، تُعرف باسم أعشاب الورد، هي نباتات عشبية معمرة تنمو من 0.2 متر (8 بوصات) وإلى أكثر من 2.5 متر (8 قدم 2 بوصة)، أزهارها رؤيسية صفراء (نادرًا ما تكون بيضاء) تشبه زهور دوار الشمس. في أعشاب الورد، تكون الأزهار الخارجية في الرأس مُخصِبة والزهور الداخلية عاقر؛ في زهور دوار الشمس، العكس هو الصحيح.
يأتي اسم الجنس من الكلمة اليونانية القديمة التي تشير إلى نبات شمال أفريقي فُقدت هويته، على الرغم من أنه عُرف أن صمغه أو عصارته قد كان مُقدر من قبل قدماء اليونان ويُسنخدم دواء وبهارات.